# Anouk Leblanc-Boucher
Anouk Leblanc-Boucher (Prévost, 21 ottobre 1984) è una pattinatrice di short track canadese.

## Biografia
Nel 2006 ha rappresentato il Canada ai Giochi olimpici di Torino, vincendo una medaglia d'argento nella staffetta 3000 metri, con le compagne di nazionale Alanna Kraus, Kalyna Roberge, Tania Vicent e Amanda Overland, ed una di bronzo nei 500 metri.

## Palmarès

### Olimpiadi
Torino 2006: argento nella staffetta 3000 m e bronzo nei 500 m.